# Ariodante (nome)
Ariodante  è un nome proprio di persona italiano maschile.

## Origine e diffusione

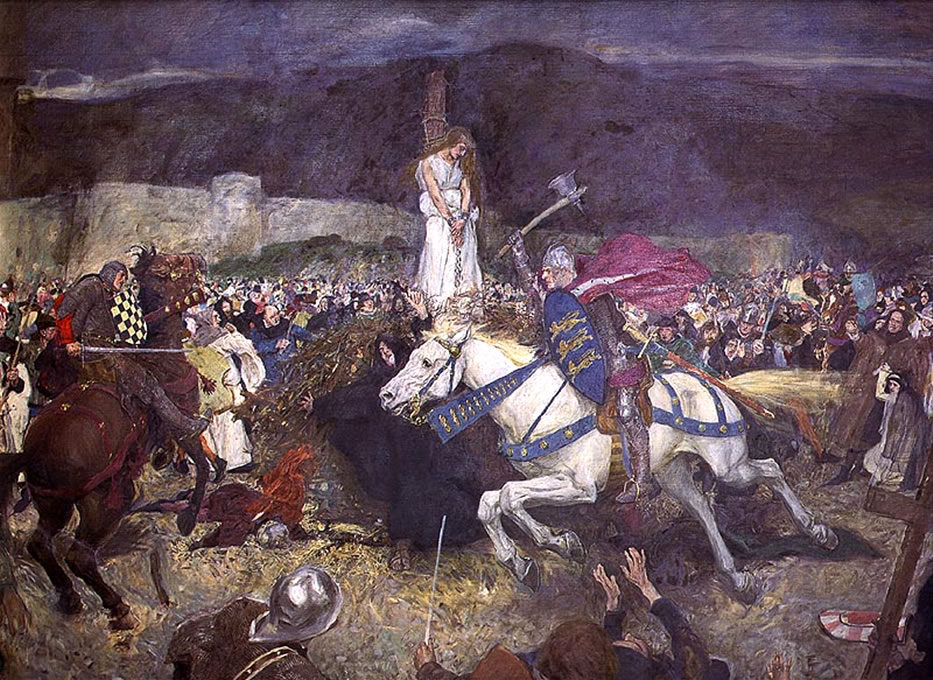
La scena dellOrlando furioso in cui Ariodante salva Ginevra, in un'illustrazione di William Hatherell

Nome dalla diffusione scarsissima, fu creato da Ludovico Ariosto per il personaggio di Ariodante del suo Orlando furioso, e reso più celebre dall'opera di Händel Ariodante, ispirata alla stessa vicenda.
L'etimologia del nome è dubbia. Si è ipotizzato che possa essere stato creato combinando il nome Dante con vari elementi, quali ad esempio il nome Ario, il termine italiano aria (nel senso di "melodia") o la radice germanica harja ("esercito", "armata").

## Onomastico
Il nome è adespota, ossia privo di santo patrono; l'onomastico si può festeggiare il 1º novembre, in occasione di Ognissanti.

## Persone

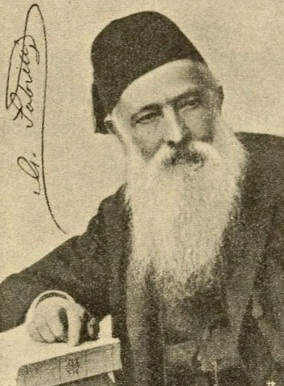
Ariodante Fabretti

- Ariodante Bettei, commediografo italiano
- Ariodante Dalla, cantante italiano
- Ariodante Fabretti, patriota, storico e politico italiano
- Ariodante Marianni, poeta, traduttore e pittore italiano